# 200 meter för damer i friidrott vid olympiska sommarspelen 1976
200 meter för damer vid olympiska sommarspelen 1976 i Montréal avgjordes 26–28 juli.

## Medaljörer
| Gren      | Guld                        | Guld       | Silver                          | Silver | Brons                        | Brons |
| 200 meter | Bärbel Eckert · Östtyskland | 22,37 (OR) | Annegret Richter · Västtyskland | 22,39  | Renate Stecher · Östtyskland | 22,47 |

## Resultat
- Q innebär avancemang utifrån placering i heatet.
- q innebär avancemang utifrån total placering.
- DNS innebär att personen inte startade.
- DNF innebär att personen inte fullföljde.
- DQ innebär diskvalificering.
- NR innebär nationellt rekord.
- OR innebär olympiskt rekord.
- WR innebär världsrekord.
- WJR innebär världsrekord för juniorer
- AR innebär världsdelsrekord (area record)
- PB innebär personligt rekord.
- SB innebär säsongsbästa.
- w innebär medvind > 2,0 m/s

### Omgång 1

#### Heat 1
| Placering | Idrottare             | Nation         | Tid   | Noteringar |
| --------- | --------------------- | -------------- | ----- | ---------- |
| 1         | Chandra Cheeseborough | USA            | 23,17 | Q          |
| 2         | Denise Boyd           | Australien     | 23,23 | Q          |
| 3         | Rosie Allwood         | Jamaica        | 23,34 | Q          |
| 4         | Marjorie Bailey       | Kanada         | 23,36 | Q          |
| 5         | Annegret Kroniger     | Västtyskland   | 23,43 | Q          |
| 6         | Beverley Goddard      | Storbritannien | 23,64 | q          |

#### Heat 2
| Placering | Idrottare            | Nation      | Tid   | Noteringar |
| --------- | -------------------- | ----------- | ----- | ---------- |
| 1         | Bärbel Eckert        | Östtyskland | 23,78 | Q          |
| 2         | Sue Jowett           | Nya Zeeland | 24,12 | Q          |
| 3         | Joanne McTaggert     | Kanada      | 24,35 | Q          |
| 4         | Freida Nicholls-Davy | Barbados    | 24,45 | Q          |

#### Heat 3
| Placering | Idrottare                | Nation        | Tid   | Noteringar |
| --------- | ------------------------ | ------------- | ----- | ---------- |
| 1         | Raelene Boyle            | Australien    | 23,12 | Q          |
| 2         | Nadezjda Besfamilnaja    | Sovjetunionen | 23,39 | Q          |
| 3         | Annegret Richter         | Västtyskland  | 23,47 | Q          |
| 4         | Chantal Réga             | Frankrike     | 23,54 | Q          |
| 5         | Silvia Schinzel          | Österrike     | 23,74 | Q          |
| 6         | Silvina Pereira da Silva | Brasilien     | 24,00 |            |
| 7         | Carolina Rieuwpassa      | Indonesien    | 24,86 |            |

#### Heat 4
| Placering | Idrottare               | Nation         | Tid   | Noteringar |
| --------- | ----------------------- | -------------- | ----- | ---------- |
| 1         | Debra Edwards-Armstrong | USA            | 23,18 | Q          |
| 2         | Catherine Delachanal    | Frankrike      | 23,38 | Q          |
| 3         | Inge Helten             | Västtyskland   | 23,40 | Q          |
| 4         | Ljudmila Maslakova      | Sovjetunionen  | 23,51 | Q          |
| 5         | Lea Alaerts             | Belgien        | 23,53 | Q          |
| 6         | Helen Golden            | Storbritannien | 23,77 | q          |
| 7         | Helen Ritter            | Liechtenstein  | 26,15 |            |
| 8         | Marie-Louise Pierre     | Haiti          | 28,19 |            |

#### Heat 5
| Placering | Idrottare            | Nation      | Tid   | Noteringar |
| --------- | -------------------- | ----------- | ----- | ---------- |
| 1         | Carla Bodendorf      | Östtyskland | 22,98 | Q          |
| 2         | Jackie Pusey         | Jamaica     | 23,56 | Q          |
| 3         | Debbie Wells         | Australien  | 23,78 | Q          |
| 4         | Ildikó Erdélyi       | Ungern      | 24,35 | Q          |
| 5         | Mona-Lisa Pursiainen | Finland     | 24,52 | Q          |

#### Heat 6
| Placering | Idrottare                   | Nation                  | Tid   | Noteringar |
| --------- | --------------------------- | ----------------------- | ----- | ---------- |
| 1         | Renate Stecher              | Östtyskland             | 22,75 | Q          |
| 2         | Tatjana Prorotjenko         | Sovjetunionen           | 23,21 | Q          |
| 3         | Patty Loverock              | Kanada                  | 23,34 | Q          |
| 4         | Lilijana Panajotova-Ivanova | Bulgarien               | 23,49 | Q          |
| 5         | Carol Cummings              | Jamaica                 | 23,50 | Q          |
| 6         | Divina Estrella             | Dominikanska republiken | 24,95 |            |

### Kvartsfinaler

#### Heat 1
| Placering | Idrottare                   | Nation        | Tid   | Noteringar |
| --------- | --------------------------- | ------------- | ----- | ---------- |
| 1         | Carla Bodendorf             | Östtyskland   | 23,20 | Q          |
| 2         | Debra Edwards-Armstrong     | USA           | 23,20 | Q          |
| 3         | Annegret Richter            | Västtyskland  | 23,35 | Q          |
| 4         | Nadezjda Besfamilnaja       | Sovjetunionen | 23,48 | Q          |
| 5         | Debbie Wells                | Australien    | 23,65 |            |
| 6         | Lea Alaerts                 | Belgien       | 23,80 |            |
| 7         | Lilijana Panajotova-Ivanova | Bulgarien     | 23,87 |            |
| 8         | Sue Jowett                  | Nya Zeeland   | 24,23 |            |

#### Heat 2
| Placering | Idrottare            | Nation         | Tid   | Noteringar |
| --------- | -------------------- | -------------- | ----- | ---------- |
| 1         | Raelene Boyle        | Australien     | 22,97 | Q          |
| 2         | Inge Helten          | Västtyskland   | 23,09 | Q          |
| 3         | Tatjana Prorotjenko  | Sovjetunionen  | 23,11 | Q          |
| 4         | Chantal Réga         | Frankrike      | 23,33 | Q          |
| 5         | Rosie Allwood        | Jamaica        | 23,40 |            |
| 6         | Beverley Goddard     | Storbritannien | 23,74 |            |
| 7         | Mona-Lisa Pursiainen | Finland        | 24,10 |            |
| 8         | Joanne McTaggert     | Kanada         | 24,47 |            |

#### Heat 3
| Placering | Idrottare             | Nation      | Tid   | Noteringar |
| --------- | --------------------- | ----------- | ----- | ---------- |
| 1         | Renate Stecher        | Östtyskland | 23,04 | Q          |
| 2         | Chandra Cheeseborough | USA         | 23,19 | Q          |
| 3         | Marjorie Bailey       | Kanada      | 23,24 | Q          |
| 4         | Jackie Pusey          | Jamaica     | 23,42 | Q          |
| 5         | Catherine Delachanal  | Frankrike   | 23,65 |            |
| 6         | Silvia Schinzel       | Österrike   | 23,95 |            |

#### Heat 4
| Placering | Idrottare            | Nation         | Tid   | Noteringar |
| --------- | -------------------- | -------------- | ----- | ---------- |
| 1         | Bärbel Eckert        | Östtyskland    | 22,85 | Q          |
| 2         | Patty Loverock       | Kanada         | 23,03 | Q          |
| 3         | Denise Boyd          | Australien     | 23,12 | Q          |
| 4         | Carol Cummings       | Jamaica        | 23,45 | Q          |
| 5         | Ljudmila Maslakova   | Sovjetunionen  | 23,63 |            |
| 6         | Helen Golden         | Storbritannien | 23,94 |            |
| 7         | Freida Nicholls-Davy | Barbados       | 24,27 |            |

### Semifinaler

#### Heat 1
| Placering | Idrottare               | Nation        | Tid   | Noteringar |
| --------- | ----------------------- | ------------- | ----- | ---------- |
| 1         | Renate Stecher          | Östtyskland   | 22,68 | Q          |
| 2         | Carla Bodendorf         | Östtyskland   | 22,84 | Q          |
| 3         | Inge Helten             | Västtyskland  | 22,97 | Q          |
| 4         | Tatjana Prorotjenko     | Sovjetunionen | 23,03 | Q          |
| 5         | Marjorie Bailey         | Kanada        | 23,06 |            |
| 6         | Debra Edwards-Armstrong | USA           | 23,16 |            |
| 7         | Carol Cummings          | Jamaica       | 23,41 |            |
| i.u.      | Raelene Boyle           | Australien    | DSQ   |            |

#### Heat 2
| Placering | Idrottare             | Nation        | Tid   | Noteringar |
| --------- | --------------------- | ------------- | ----- | ---------- |
| 1         | Bärbel Eckert         | Östtyskland   | 22,71 | Q          |
| 2         | Annegret Richter      | Västtyskland  | 22,90 | Q          |
| 3         | Denise Boyd           | Australien    | 22,91 | Q          |
| 4         | Chantal Réga          | Frankrike     | 23,00 | Q          |
| 5         | Patty Loverock        | Kanada        | 23,09 |            |
| 6         | Chandra Cheeseborough | USA           | 23,20 |            |
| 7         | Jackie Pusey          | Jamaica       | 23,31 |            |
| 8         | Nadezjda Besfamilnaja | Sovjetunionen | 23,38 |            |

### Final
| Placering | Idrottare           | Nation        | Tid   | Noteringar |
| --------- | ------------------- | ------------- | ----- | ---------- |
| 1         | Bärbel Eckert       | Östtyskland   | 22,32 | OR         |
| 2         | Annegret Richter    | Västtyskland  | 22,39 |            |
| 3         | Renate Stecher      | Östtyskland   | 22,47 |            |
| 4         | Carla Bodendorf     | Östtyskland   | 22,64 |            |
| 5         | Inge Helten         | Västtyskland  | 22,68 |            |
| 6         | Tatjana Prorotjenko | Sovjetunionen | 23,03 |            |
| 7         | Denise Boyd         | Australien    | 23,05 |            |
| 8         | Chantal Réga        | Frankrike     | 23,09 |            |